# Beaster
Beaster – minialbum zespołu Sugar wydany w kwietniu 1993 przez wytwórnię Rykodisc. Materiał nagrano w studiu "The Outpost" w Stoughton (Massachusetts).

## Lista utworów
1. "Come Around" (B. Mould) – 4:52
2. "Tilted" (B. Mould) – 4:08
3. "Judas Cradle" (B. Mould) – 6:15
4. "JC Auto" (B. Mould) – 6:13
5. "Feeling Better" (B. Mould) – 6:22
6. "Walking Away" (B. Mould) – 3:00

## Skład
- Bob Mould – śpiew, gitara, instr. klawiszowe, instr. perkusyjne
- David Barbe – gitara basowa
- Malcolm Travis – perkusja, instr. perkusyjne

produkcja
- Bob Mould – nagranie, produkcja
- Lou Giordano – nagranie, produkcja